# The One Good Turn
The One Good Turn è un cortometraggio muto del 1913 diretto da William V. Ranous.

## Produzione
Il film fu prodotto dalla Vitagraph Company of America.

## Distribuzione
Distribuito dalla General Film Company, il film - un cortometraggio in una bobina - uscì nelle sale cinematografiche statunitensi il 7 marzo 1913. La Favorite Films ne distribuì una riedizione il 31 dicembre 1917.